# Кабаново (Тверська область)
Кабаново (рос. Кабаново) — присілок в Конаковському районі Тверської області Російської Федерації.
Населення становить 17 осіб. Входить до складу муніципального утворення сільське поселення Завидово.

## Історія
Від 2005 року входить до складу муніципального утворення сільське поселення Завидово.

## Населення
| 2010 |
| ---- |
| 17   |